# 81.ª Brigada Mixta (Ejército Popular de la República)
La 81.ª Brigada Mixta fue una unidad del Ejército Popular de la República creada durante la Guerra Civil Española. Llegó a operar en los frentes de Teruel, Levante y Extremadura, teniendo una participación destacada durante la batalla de Teruel.

## Historial
La unidad fue creada en marzo de 1937 a partir de la militarización de las columnas «Torres-Benedito» y «Iberia». Entre los milicianos llegó a haber algunas reticencias internas, por lo que la militarización se llevó más lentamente de lo previsto. La brigada, que fue asignada a la 39.ª División, quedó bajo el mando inicial del teniente coronel Rafael Trigueros Sánchez-Rojas. Poco después Trigueros sería sustituido por el comandante de infantería Francisco Fayós Casarico.
En el mes de junio la 81.ª BM fue asignada como una unidad de reserva del XIII Cuerpo de Ejército y enviada a la retaguardia, quedando destinada en Segorbe. Un mes después tomaría parte en la fallida ofensiva que pretendía conquistar Albarracín, durante la cual la unidad tuvo un mal desempeño; la 81.ª llegaría a protagonizar una desbandada, debiendo ser desarmada por la 24.ª División que había acudido para relevarla. Posteriormente pasaría a estar adscrita a la 64.ª División.
En diciembre de 1937 la unidad tomó parte en la batalla de Teruel, participando en los primeros movimientos de la ofensiva republicana. La 81.ª BM fue enviada al sector de Campillo, donde la unidad protagonizó algunas acciones de pillaje. El 30 de diciembre la 1.ª División de Navarra atacó las posiciones guarnecidas por la 16.ª Brigada Mixta, que retrocedió y arrastró a la 81.ª BM en su retirada. La 81.ª Brigada sufrió graves bajas, entre otras la de su comandante —el comandante Fayós, que fue hecho prisionero por los franquistas—. Tras ser sometida a una reorganización por su nuevo jefe —el comandante Elisardo Martínez Sánchez—, la unidad tomaría parte en la toma de Teruel.
Después de los combates de Teruel la unidad fue incorporada a la Agrupación norte de la Defensa de Costas. La unidad permaneció desplegada en la región catalana hasta el 17 de mayo de 1938, cuando fue transportada por barco hasta el sector costero de Castellón de la Plana —ya que la zona republicana había sido cortada en dos a mediados de abril—. La 81.ª BM fue enviada como refuerzo a esta zona, si bien no llegaría a participar en los combates de Levante
El 22 de julio, la 81 BM se desplazó al frente de Extremadura, donde se incorporó a la División «A», para pasar luego a la División «Zújar» en el sector de Almorchón. Tras el final de la ofensiva franquista en el frente de Extremadura la brigada quedó incorporada a la 41.ª División del VII Cuerpo de Ejército. La unidad permaneció en este frente durante el resto de la contienda, sin llegar a tomar parte en operaciones militares de relevancia.

## Mandos
Comandantes
- Teniente coronel Rafael Trigueros Sánchez-Rojas
- Comandante de onfantería Francisco Fayós Casarico;
- Comandante de infantería Elisardo Martínez Sánchez;
- Mayor de milicias Felipe Figueres

Comisarios
- Vicente Esteve Esteve, de la CNT;[11]

Jefes de Estado Mayor
- comandante de infantería Francisco Fayós Casarico;
- capitán de infantería Francisco Sevilla González;